# Ronald Dupree
Ronald Edmund Dupree jr. (Biloxi, 26 gennaio 1981) è un ex cestista e allenatore di pallacanestro statunitense.

## Statistiche

### College
| Anno      | Squadra    | PG  | PT | MP   | TC%  | 3P%  | TL%  | RP  | AP  | PRP | SP  | PP   |
| --------- | ---------- | --- | -- | ---- | ---- | ---- | ---- | --- | --- | --- | --- | ---- |
| 1999-2000 | LSU Tigers | 34  | 0  | 12,7 | 46,3 | 14,3 | 57,4 | 3,3 | 0,4 | 0,4 | 0,3 | 4,9  |
| 2000-2001 | LSU Tigers | 29  | 28 | 34,9 | 48,5 | 32,8 | 69,9 | 8,8 | 1,4 | 1,3 | 0,6 | 17,3 |
| 2001-2002 | LSU Tigers | 34  | 34 | 35,4 | 45,2 | 28,7 | 55,9 | 8,5 | 2,1 | 1,0 | 0,6 | 16,2 |
| 2002-2003 | LSU Tigers | 32  | 32 | 33,2 | 52,9 | 35,1 | 67,9 | 7,8 | 2,4 | 0,7 | 0,3 | 15,8 |
| Carriera  | Carriera   | 129 | 94 | 28,8 | 48,3 | 30,0 | 63,8 | 7,0 | 1,6 | 0,8 | 0,4 | 13,4 |

### NBA

#### Regular Season
| Anno      | Squadra            | PG  | PT | MP   | TC%  | 3P%  | TL%  | RP  | AP  | PRP | SP  | PP  |
| --------- | ------------------ | --- | -- | ---- | ---- | ---- | ---- | --- | --- | --- | --- | --- |
| 2003-2004 | Chicago Bulls      | 47  | 8  | 19,0 | 39,4 | 44,4 | 62,9 | 3,6 | 1,2 | 0,7 | 0,4 | 6,2 |
| 2004-2005 | Detroit Pistons    | 47  | 0  | 10,0 | 48,0 | 50,0 | 61,7 | 2,0 | 0,5 | 0,1 | 0,2 | 3,2 |
| 2005-2006 | Minnesota T'wolves | 36  | 0  | 7,4  | 52,4 | 0,0  | 34,1 | 1,4 | 0,4 | 0,3 | 0,0 | 2,2 |
| 2006-2007 | Detroit Pistons    | 19  | 0  | 4,9  | 35,5 | -    | 33,3 | 0,9 | 0,3 | 0,3 | 0,1 | 1,3 |
| 2007-2008 | Detroit Pistons    | 1   | 0  | 3,0  | -    | -    | -    | 0,0 | 0,0 | 0,0 | 0,0 | 0,0 |
| 2007-2008 | Seattle S.Sonics   | 4   | 0  | 4,5  | 33,3 | -    | 100  | 2,0 | 0,3 | 0,3 | 0,0 | 1,0 |
| 2010-2011 | Toronto Raptors    | 3   | 0  | 4,3  | 25,0 | 0,0  | -    | 1,0 | 0,3 | 0,0 | 0,0 | 0,7 |
| Carriera  | Carriera           | 157 | 8  | 11,2 | 42,7 | 38,5 | 55,9 | 2,2 | 0,6 | 0,4 | 0,2 | 3,5 |

#### Playoffs
| Anno     | Squadra         | PG | PT | MP  | TC%  | 3P% | TL% | RP  | AP  | PRP | SP  | PP  |
| -------- | --------------- | -- | -- | --- | ---- | --- | --- | --- | --- | --- | --- | --- |
| 2005     | Detroit Pistons | 14 | 0  | 2,7 | 28,6 | -   | -   | 0,4 | 0,0 | 0,0 | 0,0 | 0,3 |
| Carriera | Carriera        | 14 | 0  | 2,7 | 28,6 | -   | -   | 0,4 | 0,0 | 0,0 | 0,0 | 0,3 |

## Palmarès
- All-NBDL Third Team (2009)